# Schlaimbaach
Der Schlaimbaach ist ein gut drei Kilometer langer Bach in der  wallonischen Provinz Luxemburg und ein linker Zufluss der Attert.

## Verlauf
Der Schlaimbaach entspringt in Grünland auf einer Höhe von etwa 384 m O.P. östlich vom Buregbësch. Er läuft zunächst gut einhundertfünfzig Meter in  Richtung Ostsüdost und biegt dann scharf nach Südsüdwest ab. Dreihundert Meter bachabwärts wird er auf seiner rechten Seite von einem Quellast gespeist, der von Westen her aus dem Waldgewann Neiert heranzieht. Der Schlaimbaach fließt danach südostwärts und wird etwa hundert Meter später auf der gleichen Seite von einem weiteren Quellast verstärkt. Der Bach bewegt sich nun in Richtung Ostsüdost vom  Almerterbësch nach dem Läffelsbësch durch eine Landschaft, in welcher sich Auenwälder und Feuchtwiesen abwechseln. Er umfließt dann noch nördlich zwei kleine Weiher und mündet schließlich südwestlich von Attert-Schadeck auf einer Höhe von etwa 310 m O.P., direkt neben dem Luchterbaach, von links in den Canal du Fourneau, einen Nebenarm der Attert.